# Szűz Mária-fatemplom (Nagyborszó)
A nagyborszói Szűz Mária-fatemplom műemlékké nyilvánított épület Romániában, Szilágy megyében. A romániai műemlékek jegyzékében az  SJ-II-m-A-05018 sorszámon szerepel.